# 笹野葉月
笹野 葉月（ささの はづき）は、日本の女性声優。主にアダルトゲームに声をあてている。

## 出演
太字は主役・メインキャラクター。

### アダルトゲーム
- 夏色の砂時計 for windows（2003年、川村真魚）
- どっちが好き?（2004年、緑家つかさ）
- AVキング ADULT VIDEO KING（2006年、宮里純夏）
- 痴漢貴族（2006年、稲葉圭）[1]
- With Ribbon（2011年、高見澤沙蘭）[2]

### 一般向ゲーム
- ELYSION 〜永遠のサンクチュアリ〜（2002年、マナ）